# Duel (film, 1971)
Duel je americký akční thriller z roku 1971, který režíroval Steven Spielberg ve svém celovečerním debutu. Jeho hlavním hrdinou je obchodní cestující David Mann (Dennis Weaver), který jede autem přes kalifornský venkov za klientem. Ocitá se však v situaci, kdy je pronásledován a terorizován většinou neviditelným řidičem kamionu. Scénář Richarda Mathesona je adaptací jeho stejnojmenné povídky, která vychází ze skutečné události z 22. listopadu 1963, kdy mu řidič kamionu nebezpečně odřízl cestu na kalifornské dálnici.
Film produkovala společnost Universal Television původně jako televizní film. Později se dočkal mezinárodního uvedení v kinech společností Universal Pictures v rozšířené verzi, která obsahovala scény dotočené po původním televizním vysílání filmu. Film získal pozitivní hodnocení kritiků, v němž byla vyzdvihována Spielbergova režie, a hrál zásadní roli v jeho profesním růstu. Tento minimalistický, překvapivě jednoduchý, ale velmi působivý film je považován za jeden z jeho nejlepších.

## Děj

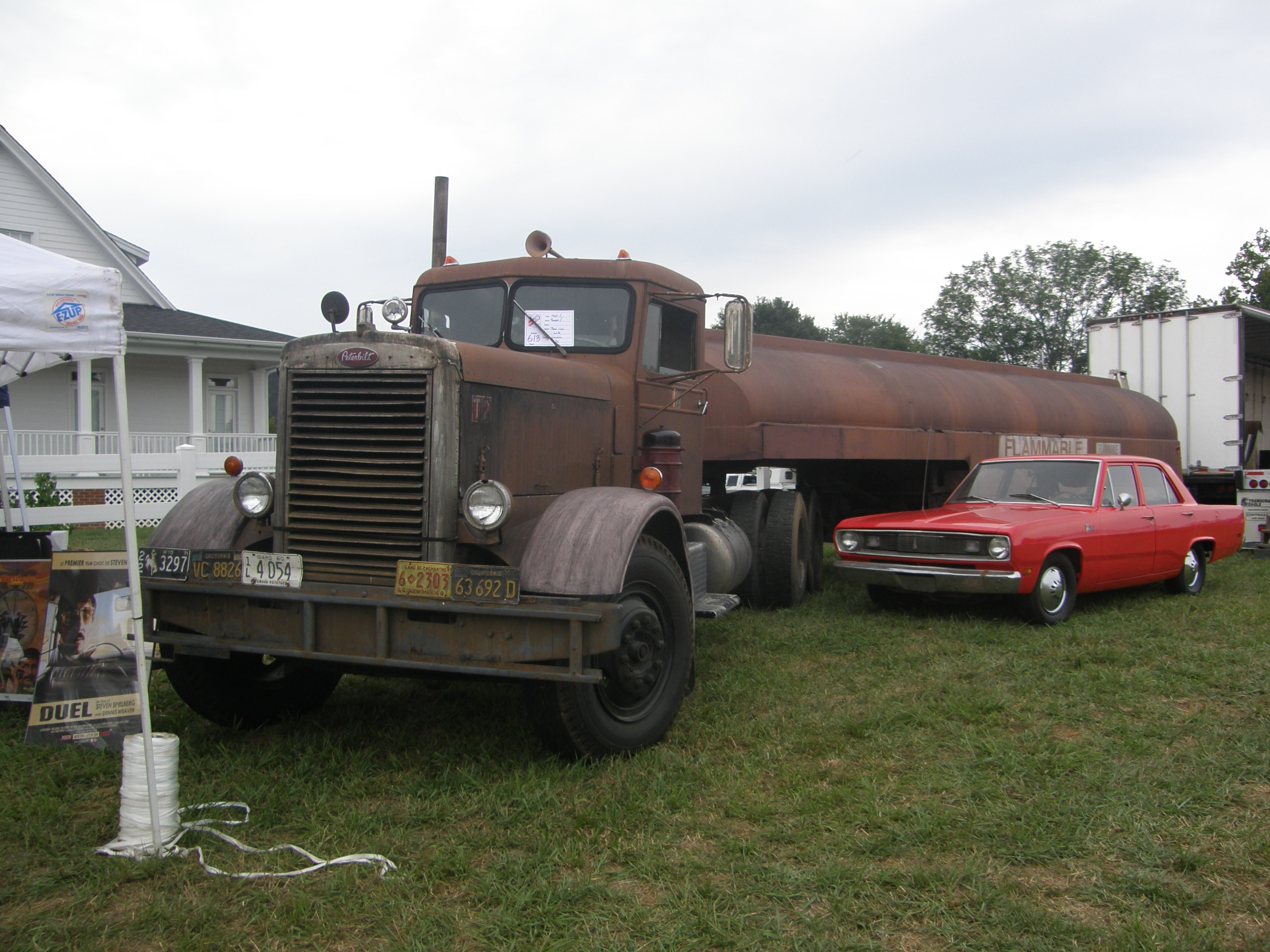
Restaurovaný původní kamion z natáčení v roce 2010

David Mann je obchodník středního věku, který jede na služební cestu po opuštěné silnici v Kalifornii. Během jízdy předjede pomalu jedoucí obrovský cisternový kamion. Zdánlivě nevinný manévr se změní v děsivou noční můru – řidič kamionu, který nikdy není jasně vidět, se ho totiž rozhodne bez zjevného důvodu psychicky i fyzicky terorizovat.
Mann se snaží kamionu ujet, ale řidič ho neustále dohání, vyhrožuje mu, vytlačuje ho ze silnice a pokouší se ho zabít. Situace se postupně stupňuje do stále napínavějšího souboje mezi bezmocným řidičem osobního auta a tajemným, neústupným monstrózním kamionem.
Film vrcholí strhujícím závěrem, ve kterém se Mann rozhodne čelit svému pronásledovateli, aby přežil.

## Obsazení
| Herec            | Role                    |
| ---------------- | ----------------------- |
| Dennis Weaver    | David Mann              |
| Carey Loftin     | řidič kamionu           |
| Jacqueline Scott | Mannova manželka        |
| Eddie Firestone  | majitel kavárny         |
| Lou Frizzell     | řidič autobusu          |
| Eugene Dynarski  | muž v kavárně           |
| Shirley O'Hara   | servírka                |
| Charles Seel     | starý muž               |
| Tim Herbert      | obsluha čerpací stanice |

## Výroba
Richard Matheson adaptoval scénář podle své vlastní povídky, která byla původně publikována v březnu 1971 v časopisu Playboy. Inspiraci k příběhu Matheson získal, když ho 22. listopadu 1963, ve stejný den, kdy byl zavražděn John F. Kennedy, cestou domů z golfového zápasu na tehdejší dvouproudé dálnici 126 v kalifornském Fillmore sledoval řidič kamionu. Po několika neúspěšných pokusech předložit nápad jako epizodu pro různé televizní seriály se rozhodl napsat jej raději jako povídku.
Původní povídku dostala Spielbergova sekretářka Nona Tyson, která mu řekla, že se podle ní natáčí film týdne pro televizi ABC a navrhla mu, aby se ucházel o místo režiséra. Dala Spielbergovi povídku přečíst a jemu se zalíbila.

Většina filmu se natáčela v obcích Canyon Country, Agua Dulce a Acton v Kalifornii. Spielberg trval na natáčení v exteriérech, což bylo v rozporu s požadavkem vedoucího produkce Wallace Worsleyho, který se domníval, že se film nedá s poskytnutým rozpočtem a časem efektivně natočit. Jako kompromis povolil Spielbergovi, aby první tři dny začal natáčet na místě, aby zjistil, zda to skutečně lze efektivně zvládnout. Aby si pomohl s plánováním, vytvořil Spielberg režijní mapu, která mu pomohla rozvrhnout záběry kamery. Hlavní natáčení začalo 13. září 1971 a trvalo 13 dní. Další dva dny byly potřeba na natočení dodatečných scén pro distribuci do kin.
| „                  | "DUEL byl z 50 % plánování a z 50 % panika. | “ |
| — Steven Spielberg |                                             |   |

### Kamion jako nepřítel
Mathesonův scénář jasně stanovil, že řidič kamionu bude neviditelný, kromě několika záběrů na jeho ruce a boty, které byly nezbytné pro děj. Jeho motivy nejsou nikdy odhaleny. Spielberg v dokumentu na DVD poznamenává, že strach z neznámého je snad největší strach ze všech a Duel tomuto strachu silně nahrává. Efekt toho, že řidič není vidět, činí skutečným nepřítelem ve filmu samotný kamion.

### Práce se zvukem
Mann má ve filmu velmi málo dialogů a řidič kamionu nemá žádný. Jak Spielberg uvedl v dokumentu ze zákulisí, chtěl místo toho nechat mluvit za sebe auta a prostředí. Film byl natočen v napjatém časovém harmonogramu, podle krátké povídky, a musel se vejít do 75 minut přidělených společností ABC. Spielberg se proto soustředil na vizuální stránku a hrozivý zvuk. Spolu s přirozenými zvuky do filmu zakomponoval také minimální hudební doprovod.
Použití zvuku a ticha bylo technikou, kterou režisér použil, aby udržel diváky v napětí po celou dobu filmu, což podle něj bylo inspirováno dílem Alfreda Hitchcocka. Podle Spielberga „musí zvuk padnout jako ulitý... dělá vše děsivějším“.

## Uvedení
Film byl původně uveden v americké televizi jako součást pořadu film týdne stanice ABC. Stal se 18. nejlépe hodnoceným televizním filmem roku s podílem na sledovanosti 33 %.

### Verze pro kino
Po úspěšném odvysílání Duelu se společnost Universal rozhodla film uvést do kin. Se svými 74 minutami však pro tento účel nebyl dostatečně dlouhý, a tak Universal nechal Spielberga strávit dva dny natáčením několika nových scén, aby jej rozšířil na 90 minut. Byla přidána delší úvodní sekvence s autem vyjíždějícím z garáže a projíždějícím Los Angeles a pouští. Další scény natočené kvůli prodloužení filmu zahrnovaly Mannův telefonický rozhovor s manželkou, setkání s porouchaným školním autobusem a konfrontaci na železničním přejezdu. Některé dialogy z televizní verze byly přepsány a znovu nahrány a bylo použito i několik alternativních záběrů.
Celovečerní film byl uveden v Evropě a Austrálii, ve Spojených státech amerických měl omezenou distribuci. Úspěch Duelu Spielbergovi umožnil prosadit se jako filmový režisér[9].

## Ohlasy kritiků
Duel získal velmi pozitivní recenze a je považován za jeden z nejlepších televizních filmů vůbec. Na webu Rotten Tomatoes má 89 % na základě 45 recenzí s průměrným hodnocením 7,8 z 10 možných. Na webu se shodují, že „Duel skvěle využívá svou jednoduchou premisu, nabízí solidní žánrové napětí a zároveň ohlašuje příchod generačního talentu za objektivem“.

## Ocenění
- 1973 velká cena na mezinárodním filmovém festivalu v Avoriazu (Avoriaz International Fantastic Film Festival)[10]